# Навроцький Григорій Емануїлович
Григорій Емануїлович Навроцький (22 березня 1902, с. Нижній Рогачик, нині Верхньорогачицька селищна громада Каховського району Херсонської області, Україна — 22 березня 1971, Одеса, Україна) — радянський контрадмірал. Начальник Військово-Морського училища механіків флоту в місті Одеса (8.1951-4.1953).

## Життєпис
Народився 22 березня 1902 року в українській родині в селі Нижній Рогачик. У 1930 році закінчив Військово-Морське училище ім. М. В. Фрунзе, Академічні курси офіцерського складу при Військово-Морській академії ім. К. Є. Ворошилова (1930) та (1948).
Червонофлотець Навчального загону Морських Сил Чорного моря у місті Севастополь (10.1924-10.1926). Командир катера, ланки торпедних катерів (5.1930-7.1933). Командир 2-го дивізіону 2-ї морської бригади (7.1933-4.1935), дивізіону 3-ї морської бригади (4.1935-9.1936), 3-го дивізіону (9.1936-10.1937), 7-го окремого дивізіону Сучанського укріпрайону (10.1937-9.1938), 2-ї і 3-ї бригад торпедних катерів, начальник штабу Сучанського укріпрайону (9.1938-4.1940) Тихоокеанського флоту. Командир Де-Кастринської Військово-Морської бази Північної Тихоокеанської військової флотилії (4.1940-4.1945), начальник штабу Владивостоцького морського оборонного району (4.1945-2.1947) Тихоокеанського флоту. Учасник Радянсько-японської війни.
Командир охорони водного району 5-го ВМФ (2-11.1947). Командир охорони водного району головної бази флоту (10.1948-1.1950), начальник штабу бригади крейсерів (1-3.1950), заступник начальника штабу, він же начальник відділу бойової підготовки штабу флоту (3-12.1950) Чорноморського флоту.
Начальник Саратовського Військово-Морського Підготовчого училища (12.1950-8.1951), Начальник Військово-Морського училища механіків флоту в місті Одеса (8.1951-4.1953).
З квітня 1953 у відставці.

## Нагороди та відзнаки
- Орден Леніна (1950),
- Два ордени Червоного Прапора (1944, 1954),
- Два ордени Вітчизняної війни I ступеня (1945, 1947),
- Орден Червоної Зірки (1943).